# Dubai Tennis Championships 2022
Dubai Tennis Championships 2022 a fost un turneu profesionist de tenis din circuitul masculin ATP și circuitul feminin WTA, care se joacă pe terenuri cu suprafață dură, în exterior. Locul de desfășurare a turneului a fost Dubai, capitala Emiratelor Arabe Unite. A fost cea de-a 30-a ediție a turneului masculin și a 22-a ediție a turneului ediție a turneului feminin. 
Turneul feminin a avut loc în perioada 14 - 19 februarie, iar turneul masculin în perioada 21 - 26 februarie.

## Campioni

### Simplu masculin
Pentru mai multe informații consultați Dubai Tennis Championships 2022 – Simplu masculin

### Simplu feminin
Pentru mai multe informații consultați Dubai Tennis Championships 2022 – Simplu feminin

### Dublu masculin
Pentru mai multe informații consultați Dubai Tennis Championships 2022 – Dublu masculin

### Dublu feminin
Pentru mai multe informații consultați Dubai Tennis Championships 2022 – Dublu feminin

## Distribuție puncte și premii în bani

### Puncte
| Probă           | C   | F   | SF  | QF  | R16 | R32 | Q   | Q2  | Q1  |
| Simplu masculin | 500 | 300 | 180 | 90  | 45  | 0   | 20  | 10  | 0   |
| Dublu masculin  | 500 | 300 | 180 | 90  | 0   | N/A | N/A | N/A | N/A |
| Simplu feminin  | 470 | 305 | 185 | 100 | 55  | 1   | 25  | 13  | 1   |
| Dublu feminin   | 470 | 305 | 185 | 100 | 1   | N/A | N/A | N/A | N/A |

### Premii în bani
| Probă           | C        | F        | SF       | QF      | R16     | R32     | R56    | Q2      | Q1     |
| Simplu masculin | $523,740 | $282,300 | $149,870 | $76,570 | $40,875 | $21,800 | N/A    | $11,170 | $6,270 |
| Dublu masculin* | $171,670 | $91,560  | $46,320  | $23,160 | $11,720 | N/A     | N/A    | N/A     | N/A    |
| Simplu feminin  | $104,180 | $64,800  | $37,500  | $17,500 | $9,000  | $6,200  | $3,000 | $2,000  | $1,500 |
| Dublu feminin*  | $36,200  | $22,000  | $12,500  | $6,500  | $3,900  | N/A     | N/A    | N/A     | N/A    |

*per echipă